# Кононівська сільська рада (Біловодський район)
| Кононівська сільська рада — колишній орган місцевого самоврядування у Біловодському районі Луганської області з адміністративним центром у с. Кононівка. Історична дата утворення: в 1955 році. Водоймища на території, підпорядкованій даній раді: річка Деркул, річка Журавка. Сільській раді були підпорядковані населені пункти: - с. Кононівка - с. Гармашівка - с. Лимарівка |

## Склад ради
Рада складалася з 14 депутатів та голови.

### Керівний склад ради
| ПІБ                          | Основні відомості                                                                       | Дата обрання | Дата звільнення |
| ---------------------------- | --------------------------------------------------------------------------------------- | ------------ | --------------- |
| Нелєпа Олександр Олексійович | Сільський голова, 1972 року народження, освіта, член Партії регіонів                    | 26.03.2006   | 31.10.2010      |
| Нелєпа Олександр Олексійович | Сільський голова, 1972 року народження, освіта середня спеціальна, член Партії регіонів | 31.10.2010   | 24.04.2013      |
| Нелєпа Олександр Олексійович | Сільський голова, 1972 року народження, освіта середня спеціальна, член Партії регіонів | 31.10.2010   | 24.04.2013      |

Примітка: таблиця складена за даними джерела